# Vladiča, Stropkov
Vladiča este o comună slovacă, aflată în districtul Stropkov din regiunea Prešov, pe malul râului Chotčianka⁠(d). Localitatea se află la altitudinea de 349 m deasupra n.m., se întinde pe o suprafață de 27,07 km2 și în 2017 număra 65 de locuitori.

## Istoric
Localitatea Vladiča este atestată documentar din 1340.

## Demografie
| An:                | 1994 | 2004    | 2014    | 2024   |
| ------------------ | ---- | ------- | ------- | ------ |
| Număr de persoane: | 114  | 72      | 57      | 59     |
| Diferență:         |      | −36,84% | −20,83% | +3,50% |

| An:                | 2023 | 2024   |
| ------------------ | ---- | ------ |
| Număr de persoane: | 61   | 59     |
| Diferență:         |      | −3,27% |